# Verenigde Bedrijven Bredero
De Verenigde Bedrijven Bredero was een Nederlandse projectontwikkelaar en aannemersbedrijf. Het concern bestond van 1921 tot 1987 en was gevestigd te Utrecht.

## Voorgeschiedenis
De in 1859 geboren Richard Hubertus Bredero kan gezien worden als de grondlegger van het bedrijf. Hij begon in 1885 als timmerman in loondienst en startte in 1901 een eigen aannemersbedrijf, waaraan een timmerfabriek verbonden was. Aan zijn bedrijf werden steeds grotere opdrachten gegund, zoals de bouw en verbouw van de winkels van De Gruyter, en de ombouw van het Agnietenklooster tot Centraal Museum.
In 1919 maakte Bredero kennis met holle betonstenen, en vanaf 1920 nam het bedrijf er patent op en begon het met woningbouw met behulp van dit materiaal. Bredero was door de jaren heen altijd een pionier op het terrein van standaardisatie en werken met voorgefabriceerde materialen. Dit zou uiteindelijk leiden tot de zogeheten montagemethode.

## Bredero's Bouw Bedrijf
In 1921 werd het familiebedrijf omgezet in een naamloze vennootschap: Bredero's Bouw Bedrijf (BBB). Met behulp van de overheid werd de bouw van betonwoningen gestimuleerd, mede om de werkloosheid te bestrijden en daarmee de toen zo gevreesde revolutionaire ontwikkelingen tegen te gaan. Er werden onder meer in de Utrechtse wijk Ondiep een aantal betonwoningen gebouwd. Omstreeks 1925 kwam aan de betonbouw een einde, nadat ongeveer 850 woningen met dit materiaal werden gebouwd.
Bredero bezat omstreeks deze tijd een aantal onderdelen, en wel:
- N.V. Maatschappij tot Exploitatie van Onroerende Goederen
- De timmerfabriek heette sinds 1928: Stoomtimmerfabriek Timbrero
- Bouwonderneming Acaciabouw.

Na jaren van betrekkelijke welvaart vond in 1929 de beurskrach plaats, waarna het tij keerde. Bredero maakte op vele wijzen reclame, onder meer via een nieuw huismerk, in 1930 ontworpen door Albert Kuyle: Een blauwe driehoek met de drie letters B op de hoekpunten. Dit kwam ook naar voren in het huisorgaan In de Driehoek, waarin de producten van Bredero werden aangeprezen. In deze woningen woonden namelijk, aldus het blad, gelukkige stervelingen.
Van belang is ook de samenwerking met Gerrit Rietveld. Naar diens ontwerp werd onder meer in 1934 een complex woningen in de Utrechtse Erasmuslaan gebouwd, de zogeheten Rietveldwoningen.
Tijdens de Tweede Wereldoorlog, in een gedenkboek uit 1942 door Albert Kuyle zo treffend omschreven als de betrekkelijke kalmte en rust van na den vijfdaagschen veldtocht, wierp Bredero zich op de wederopbouw, onder meer van het in 1940 zwaar gebombardeerde Rotterdam. In 1941 werd te Maarssen een betonfabriek geopend. De bezetter eiste echter het merendeel van de bouwmaterialen op, vooral cement, teneinde onder meer de Westwall en andere bunkers te bouwen. Op 1 juli 1942 werd zelfs een algehele bouwstop voor civiele bouwwerken afgekondigd. Er werd geëxperimenteerd met nieuwe betontoepassingen, zo werden ook de zogeheten B2-blokken ontwikkeld (B2 staat voor Bredero Beton). Deze konden gemakkelijk gestapeld worden.
Op het bedrijf werd druk uitgeoefend om bunkers voor de Westwall te bouwen, maar naar verluidt zou Bredero dit soort opdrachten niet hebben aanvaard, terwijl een bouwbedrijf als Godijn uit Zeist zich wel in deze activiteiten heeft begeven.

## Na 1947
Na de bevrijding zag Bredero kansen in de Wederopbouw, doch in 1947 werd een groot verlies geleden. Om een lening van de Herstelbank te verkrijgen moest de toenmalig directeur Adriaan Bredero het veld ruimen ten gunste van Jan de Vries, die een ander beleid voorstond. Er was sprake van de aanschaf van nieuwe machines, waarmee de betonfabriek efficiënter ging werken. Ook vonden er overnames plaats: De N.V. Timmer en Meubelfabriek "De Oude IJssel" (1948), dakpannenfabriek "Swalmen" (1949) en gresbuizenfabriek "Belfeld".
Gedurende de jaren 50 van de 20e eeuw werden er ongeveer 1500 woningen per jaar vervaardigd volgens de montagemethode. In 1951 werd de centrale regie van de overheid op de wederopbouwprojecten losgelaten. In 1952 startte men met de bouw van noodwoningen in Australië, waar een toestroom van immigranten plaatsvond. De Australische dochter heette Civil and Civic Contractors (CCC). In 1953 werden er grote opdrachten voor de bouw van Canberra verworven. Er werden ook projecten in Sydney uitgevoerd, waaronder deelname aan de bouw van het Sydney Opera House. Verder was men actief in het toenmalige Hollandia.
Ook in Nederland bleef Bredero actief. Vanaf 1956 werden er voor het eerst flatgebouwen in betonskeletbouw neergezet. Ook kwamen er opdrachten voor ziekenhuizen, elektriciteitscentrales (zoals Centrale Lage Weide) en fabriekshallen tot stand. Het bedrijf floreerde, betaalde haar schuld aan de Herstelbank af en kwam in handen van institutionele en particuliere beleggers, nadat het in 1960 naar de beurs was gegaan.

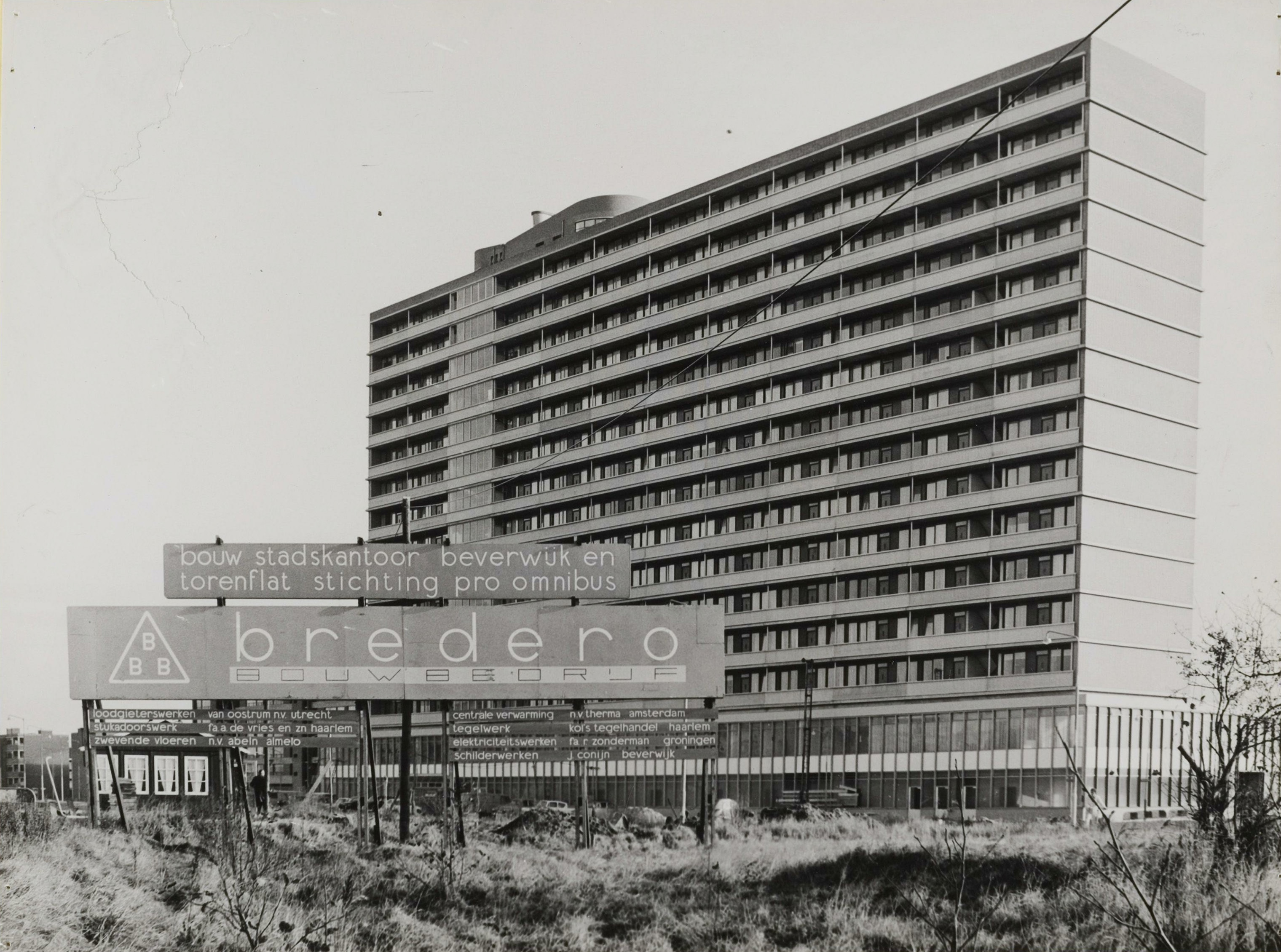
Stadskantoor Beverwijk uit 1964, gesloopt in 2013

## Verenigde Bedrijven Bredero
Steeds meer ontwikkelde Bredero zich tot projectontwikkelaar. Het richtte in 1961 de dochtermaatschappij N.V. Maatschappij voor Projectontwikkeling (Empeo) op. De financieringstaken kwamen in 1963 in handen van Bredero Vast Goed N.V. (Breevast). Breevast moest het vastgoed exploiteren om vervolgens met winst te verkopen. De internationale activiteiten werden door de dochter Bredero International behartigd. Ook in 1961 werd de dochter Gipsbouw N.V. opgericht, voor de productie van gipsplaten.
Aldus ontstond een steeds uitdijende structuur van dochterondernemingen. De naam van het moederbedrijf werd in 1962 dan ook gewijzigd in: Verenigde Bedrijven Bredero (VBB). Dit bestond uit drie divisies (uitvoering, fabricage en vastgoed), waarin de talrijke dochterondernemingen werden gegroepeerd.
Jan de Vries ging steeds meer nevenfuncties vervullen, waaronder commissariaten bij talrijke grote bedrijven. Ook in de politiek en het wetenschapsbeleid verwierf hij invloed. Bredero gedijde in het klimaat van toenemende welvaart in de jaren 60 van de 20e eeuw en Jan de Vries mat zich een uiterst flamboyante levensstijl aan.
In 1965 nam Bredero een deelname van 50% in het Amerikaanse bedrijf Price Pipecoatings.  Doel was om ook bij de bekleding van pijpleidingen betontechniek toe te passen. De reden was gelegen in de ontwikkeling van het Aardgasveld van Slochteren en de behoefte aan pijpleidingen daarvoor. Er werden fabrieken gebouwd te Tiel en te Delfzijl. Ook de pijpleidingen voor aardolieproducten vanuit de Rijnmond werden door Price bekleed. In Duinkerke, Edinburgh en in Noorwegen werden fabrieken gebouwd voor de bekledingen van pijpleidingen die Noordzee-olie gingen vervoeren.
Een andere activiteit was het ontwikkelen van winkelcentra en parkeergarages. Hiertoe werd verkeerskundig onderzoek gedaan waartoe een eigen automatiseringsafdeling werd opgezet die in 1965 als Nordinet N.V. ging opereren. Bredero (Empeo) ontwikkelde onder meer De Klanderij te Enschede en Hoog Catharijne te Utrecht. VBB ging zich bij dit grote project ook met de installatietechniek bezighouden en richtte daartoe de installatietechnische tak ITB Installatietechniek op. Vanaf 1970 groeide kritiek op projecten als Hoog Catharijne, waartoe hele stadswijken en singels plaats moesten maken voor betonbouw. De gewijzigde economische situatie, met hoge rentestanden en inflatie, zorgde bovendien voor een verliesgevende exploitatie.
Ook in de kernenergie begaf Bredero zich. Zo verzorgde het bedrijf het betonwerk voor de Kerncentrale Borssele (1969-1971).

## Neergang
Reeds in 1971 begonnen zorgelijke geluiden te klinken. Niet alleen waren er macro-economische moeilijkheden. Neerbuigend werd gereageerd op de kritiek van de publieke opinie op grootschalige sloop- en bouwprojecten als Hoog Catharijne. Het bedrijf maakte gewag van het onbehagen bij het spraakmakende publiek over de oplossingen die architecten en stedebouwers voordragen gemakkelijk kan leiden tot een afwijzing van het beleid door groepen kiezers. Jan de Vries werd menigmaal, vooral door de Utrechtse Muurkrant, als Jantje Beton afgeschilderd. Daarop werd in 1972 gereageerd door een huiszoeking bij de Muurkrant en inbeslagname van een deel van de drukpers, na klachten over de inhoud. Een dergelijke actie, die leidde tot Kamervragen, deed de reputatie van Bredero geen goed. Toen de tweede fase van Hoog Catharijne op 25 september 1973 werd geopend, demonstreerden er 3000 mensen tegen dit project en de NRC kopte met: Heeft Utrecht zijn ziel aan de duivel verkocht?.
Ook het kernenergie-avontuur bracht niet wat men ervan verwachtte. Er werden in Nederland geen nieuwe kerncentrales meer gebouwd en een poging in 1976 om, samen met andere bedrijven, kerncentrales in het -toen uiterst omstreden- Zuid-Afrika te bouwen, mislukte door een veto van het toenmalige Kabinet-Den Uyl. Er kwamen echter nog wel grote opdrachten binnen, zoals voor het Winkelcentrum Alexandrium te Rotterdam, dat van 1979-1984 werd gebouwd. Veel opdrachten gingen echter niet door en Empeo-adviseur Bak stak de hand in eigen boezem door te verklaren: Ik denk dat de gevolgen van de hooghartigheid voor wat betreft projectverwerving, zeer nadelig zijn geweest (...) Zelfs de mensen die geen aversie kregen tegen de Bredero Groep, werden verlegen. Ook de -meer en meer omstreden- kernenergie-activiteiten droegen aan dit negatieve beeld bij.
In 1973 werden de bezittingen van Exploitatie Maatschappij Scheveningen overgenomen, en aldus werd de dreigende sloop van het historische Kurhaus afgewenteld. Dit werd gerestaureerd. Andere grand hotels langs de Scheveningse boulevard werden echter gesloopt en een gebied van 30 ha in Scheveningen werd herontwikkeld. Eind jaren 80 van de 20e eeuw kreeg men -naast het negatieve imago- te maken met een teruglopende binnenlandse economie. Om deze terugval het hoofd te bieden werd in 1982 een belang van 90% in Hoog Catharijne verkocht aan het pensioenfonds ABP. Het vastgoed te Scheveningen werd voor een groot deel verkocht aan de verzekeringsmaatschappij Nationale-Nederlanden.
Nog steeds werden er projecten in Nederland uitgevoerd, waartoe de dochter Urbibouw N.V. werd opgericht, maar ook zocht men opdrachten in het buitenland, waaronder de Angelsaksische wereld. In 1980 werd Price geheel overgenomen (Bredero Price) en in de daaropvolgende jaren volgden nog meer overnames. Hierdoor groeide de omzet en bereikte het aantal medewerkers een top van 5777 personen. Er werd nog steeds winst gemaakt. De RSV-enquête (1983-1984), waarbij ook de handel en wandel van Jan de Vries uitgebreid aan de orde kwam, deed Bredero ook geen goed. Dezelfde jaren kenmerkten zich door een economische terugval. Price werd verliesgevend en er volgden ontslagen. In 1985 werkten er nog 4305 mensen bij Bredero.
Bredero begon vastgoed te verkopen en activiteiten af te stoten. Het adviesbureau Horinga & De Koning stelde voor om het concern te ontvlechten en het hoofdkantoor te sluiten. Allereerst zou Breevast moeten worden losgekoppeld van VBB.

## Ondergang
Op 15 oktober 1986 verkreeg Breevast voorlopige surseance van betaling. Ondanks optimistische persberichten wankelde het vertrouwen, ook bij banken en financiers, in VBB. Het adviesbureau McKinsey stelde voor om de noodlijdende en de gezonde activiteiten onder te brengen in twee ondernemingen. De Geldens Groep B.V. zou de gezonde Bredero-bedrijven omvatten. De overige activiteiten zouden in een sterfhuisconstructie terechtkomen. De opeenvolging van negatieve berichtgeving omtrent de situatie van het bedrijf verscherpte de negatieve spiraal.
Op 29 juni 1987 werd de definitieve surseance van betaling uitgesproken. Drie bewindvoerders kwamen op het hoofdkantoor aan de Oudegracht, waar toen nog ruim 150 mensen werkten. In totaal beschikte Bredero toen nog, in binnen- en buitenland, over 3600 medewerkers. De Geldens-bedrijven werden losgekoppeld van VBB en vestigde zich te Bunnik. De overblijvende, ongezonde, bedrijven bleven nog binnen VBB. Drie dochters: De Valk, De Waal Paal en Bredero Management Services gingen failliet. Andere bedrijven werden verkocht, en op 9 september 1987 werd de surseance ingetrokken en werd het faillissement van VBB uitgesproken. Een nieuwe vennootschap, B.V. Vereffenaar VBB werd opgericht, welke ten doel had om de ingewikkelde erfenis van VBB af te wikkelen en de crediteuren te betalen.
De bedrijven van de Geldens Groep werden verkocht; de bouw- en installatiebedrijven aan BAM Holding N.V., de productie- en handelsbedrijven aan RWK Nederland te Vuren, onderdeel van de Rheinisch-Westfälische Kalkwerke. De 2000 arbeidsplaatsen die de Geldens-bedrijven bood, konden worden behouden. Breevast kon blijven voortbestaan doordat het van VBB werd losgekoppeld. In 1989 ging het als zelfstandig bedrijf naar de beurs, maar kwam na 2010 in ernstige moeilijkheden, mede door de uitbundige leefstijl van Breevast-eigenaar Frank Zweegers. De pijpbekleding-divisie werd verkocht aan Joep van den Nieuwenhuyzen. Empeo werd opgeheven.

## Externe bron
- W.M.J. Bekkers, A.P.W. Esmeijer, D.W. Aertsen en K. Oskam (red.) Bredero's Bouwbedrijf familiebedrijf-mondiaal bouwconcern-ontvlechting, Recht te Utrecht, deel 5. ISBN 90 3619 312 5